# In fuga per tre
In fuga per tre (Three Fugitives) è un film diretto dal regista Francis Veber e pubblicato nel 1989, remake del film Due fuggitivi e mezzo.

## Trama
Lucas, un ex rapinatore di banche che esce dopo aver scontato 5 anni di prigione per via di 14 rapine, è desideroso di ricominciare una nuova vita. Mentre si trova in banca per prelevare del denaro, si trova coinvolto in una rapina effettuata da Ned: un rapinatore maldestro, inesperto e incredibilmente lento. Lucas viene preso in ostaggio da Ned, ma i poliziotti Dugan e Tener credono che in realtà sia lui a compiere la rapina. Durante la fuga, Lucas viene maldestramente ferito alla gamba da Ned, e così i due si rifugiano a casa del dottor Horvath, un veterinario in pensione affetto da demenza senile, che scambia Lucas per un cane e lo cura come se fosse un cane.
Intanto Ned convince Lucas a farsi fare dei documenti falsi per lasciare la città, e gli rivela che la causa per cui aveva organizzato la rapina era quella di pagare l'istituto speciale dove è ricoverata sua figlia Meg. Così Lucas manda Ned da un vecchio amico, Charlie, per procurargli dei documenti falsi. Ma Ned viene malmenato dagli scagnozzi di Charlie, che pretendono da lui 50.000 dollari per i documenti (e non 500, come invece gli aveva detto Lucas, perché era il prezzo di 5 anni prima) e preso in ostaggio da questi ultimi. Intanto Meg comincia ad affezionarsi a Lucas, il quale non ne vuole sapere di lei e la evita. Ma durante una fuga, Lucas cade a terra, e Meg si addormenta accanto a lui. Il giorno dopo Lucas libera Ned, che era prigioniero di Charlie, e costui, per sdebitarsi, gli dà un foglio, in cui dichiara di essere lui l'autore della rapina. Però, quando i due si lasciano, Meg scappa da Ned, e si perde nel parco. Viene trovata dai poliziotti, e affidata ai servizi sociali.
Lucas, intanto, sta cominciando una nuova vita, però è preoccupato per Meg, che rifiuta ogni cibo all'orfanotrofio. Ned, intanto, progetta di riprendere Meg, e così, viene aiutato da Lucas a compiere il rapimento. Però i due non possono più stare nel paese, e sono costretti a fuggire in Canada. Dopo qualche piccolo imprevisto, riescono ad arrivare in Canada, ma qui succede una cosa imprevista. Ned va in banca a cambiare soldi, ma la banca viene rapinata e lui viene preso in ostaggio da un rapinatore maldestro. Lucas, allora, decide di rimanere con Ned e Meg un altro po'.

## Riprese
Fra le principali location si possono ricordare: Seattle, Tacoma, Arcadia, Los Angeles, Pasadena.
La scena dove Meg parla per la prima volta venne girata presso il Gas Works Park di Seattle, Washington; gli esterni della banca vennero girati a Tacoma, vicino ad un tratto della vecchia Northern Pacific Railway.